# Attributzertifikat
Ein Attributzertifikat ist ein digitales Zertifikat und stellt die von einer vertrauenswürdigen Stelle digital signierte Bindung zwischen bestimmten digitalen Informationen (Attributen) und einem weiteren somit attributierten digitalen Zertifikat dar.

## Erstellung und Zweck
Ein Attributzertifikat kann von jeder vertrauenswürdigen Zertifizierungsstelle erzeugt werden, insbesondere muss diese nicht mit der  Zertifizierungsstelle des Zertifikats des Benutzers identisch sein.
Das Attributzertifikat selbst beinhaltet einen Verweis auf das Zertifikat und eine oder mehrere Eigenschaften, die vertrauenswürdig ausgelesen werden können. Auf diese Weise können zu einem Zertifikat im Zusammenhang mit ganz unterschiedlichen Anwendungsfällen und in unterschiedlichen Umgebungen Eigenschaften vertrauenswürdig zugeordnet werden, ohne das Originalzertifikat ändern zu müssen.

## Anwendung
Attributzertifikate zeichnen typischerweise Eigenschaften aus, die entweder das Zertifikat selbst oder die Person näher charakterisieren:
- zum Kennzeichnen der Rolle(n), die die Person in einem System annehmen darf
- zum Kennzeichnen einer beruflichen oder fachlichen Qualifikation der Person und damit verbundenen Berechtigungen
- zum Kennzeichnen einer Nutzungsbeschränkung des Zertifikats, zum Beispiel "Transaktion bis maximal 100,00 Euro"